# Céline Lebrun
Céline Lebrun (París, 25 de agosto de 1976) es una deportista francesa que compitió en judo.
Participó en los Juegos Olímpicos de Sídney 2000, obteniendo una medalla de plata en la categoría de –78 kg. Ganó cuatro medallas en el Campeonato Mundial de Judo entre los años 1999 y 2005, y nueve medallas en el Campeonato Europeo de Judo entre los años 1997 y 2006.

## Palmarés internacional
| Juegos Olímpicos   | Juegos Olímpicos         | Juegos Olímpicos  | Juegos Olímpicos |
| Año                | Lugar                    | Medalla           | Categoría        |
| ------------------ | ------------------------ | ----------------- | ---------------- |
| 2000               | Sídney (Australia)       | Medalla de plata  | –78 kg           |
| Campeonato Mundial |                          |                   |                  |
| Año                | Lugar                    | Medalla           | Categoría        |
| 1999               | Birmingham (Reino Unido) | Medalla de bronce | –78 kg           |
| 2001               | Múnich (Alemania)        | Medalla de oro    | Abierta          |
| 2001               | Múnich (Alemania)        | Medalla de bronce | –78 kg           |
| 2005               | El Cairo (Egipto)        | Medalla de bronce | –78 kg           |
| Campeonato Europeo |                          |                   |                  |
| Año                | Lugar                    | Medalla           | Categoría        |
| 1997               | Ostende (Bélgica)        | Medalla de bronce | +72 kg           |
| 1998               | Oviedo (España)          | Medalla de plata  | –78 kg           |
| 1999               | Bratislava (Eslovaquia)  | Medalla de oro    | –78 kg           |
| 2000               | Breslavia (Polonia)      | Medalla de oro    | –78 kg           |
| 2001               | París (Francia)          | Medalla de oro    | –78 kg           |
| 2002               | Maribor (Eslovenia)      | Medalla de oro    | –78 kg           |
| 2003               | Düsseldorf (Alemania)    | Medalla de bronce | –78 kg           |
| 2005               | Róterdam (Países Bajos)  | Medalla de oro    | –78 kg           |
| 2006               | Tampere (Finlandia)      | Medalla de plata  | –78 kg           |